# Gegants de Cardona
Els orígens dels Gegants de Cardona es remunten a segles enrere i van estretament lligades a les festivitats del Corpus. Ja entre els anys 1750-1800 es construeixen els nans del Barri Mercat, els més antics de Cardona i un dels més antics de Catalunya.
El 2019 a Cardona hi havia més de trenta-vuit figures gastades pel pas del temps, rèpliques, nans i gegantons, el que en fa una de les poblacions amb més gegants per capita. D'aquestes, sis parelles de gegants tenen música pròpia.
Al curs de l'any 2025 es preveu inaugurar la Casa del Gegants a la Casa Subirà en via de restauració. Aquest espai ha de garantir un bon emmagatzematge i conservació de la imatgeria local i informar sobre les principals festes de la ciutat. Es proposa també de crear-hi un taller de restauració.

## Nans del Barri Mercat

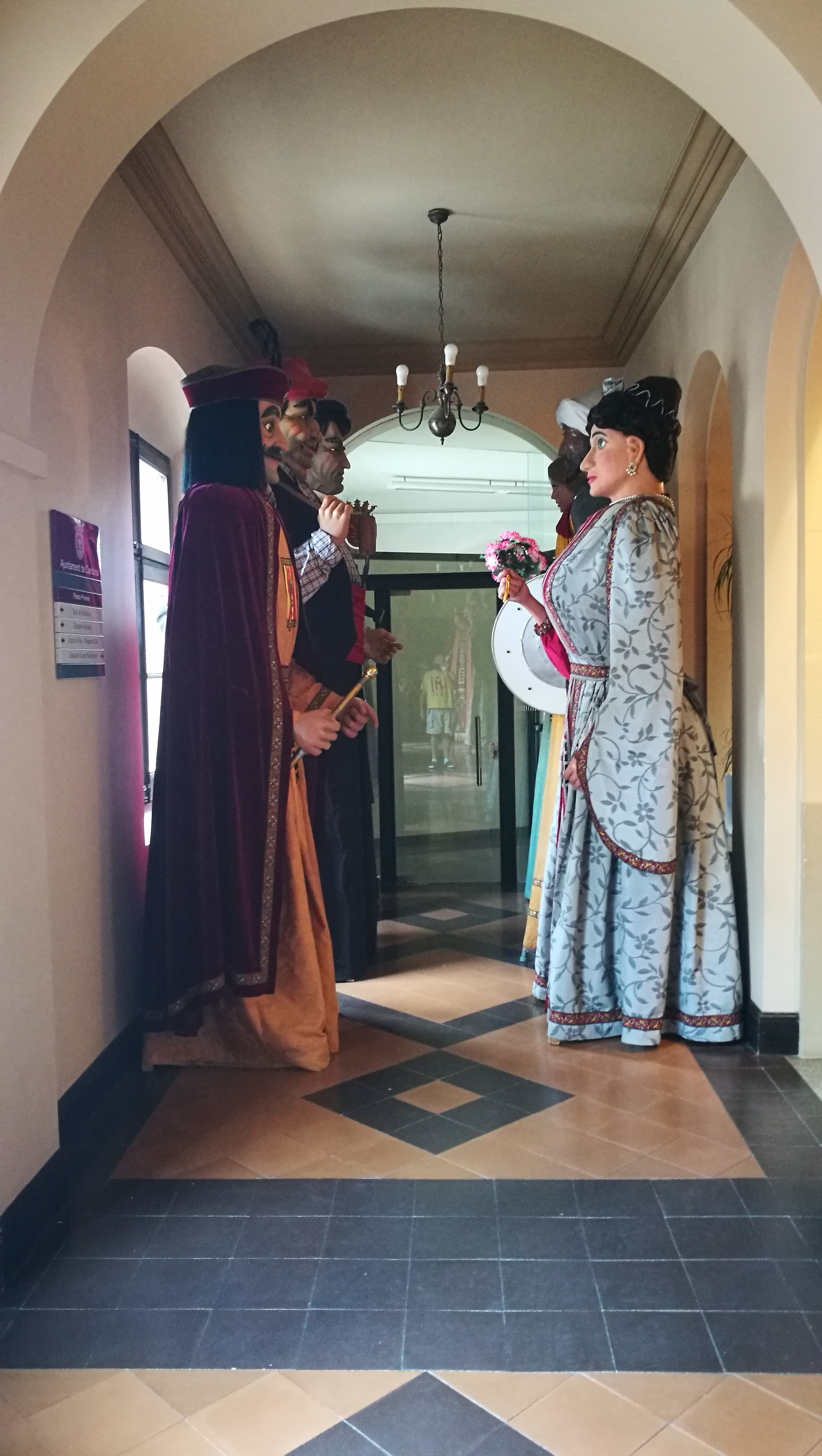
Gegants de Cardona a l'Ajuntament

La parella de nans del barri Mercat són les figures més antigues, tot i que es desconeix la data exacta quan es van crear, aquesta se situa entre els anys 1750 i 1800. Guardats durant molts anys a les golfes d'un establiment cardoní, només sortien per la festa del barri i a trobades de gegants i nans de les festes de la Mercè de Barcelona. Es conserven a l'Arxiu Històric de Cardona i ja no surten a ballar.
L'any 1996 se'n va fer una rèplica exacta per evitar el deterioraments dels antics. Van ser batejats amb el nom del Minga i l'Agneta dos personatges populars del barri.
Els Nans del Barri Mercat comptem amb música original de Narcís Mellado, composta l'any 2006.

## Gegants del barri Major
És la parella de gegants més antiga de Cardona, creats el 1834 per Deogracies Valls. Han estat reformats diverses vegades, l'any 1899 es van canviar els vestits per uns de nous i l'any 1958 es van restaurar.
Van ser batejats l'1 de juliol del 1984, en ocasió del seu 150 aniversari com a Borrell II (el vescomte de Cardona que va atorgar a Cardona la carta de poblament de l'any 986) i Letgarda (la seva esposa). Els padrins van ser els Gegants del Pi. Actualment els antics gegants del Barri Major es troben al Saló de Sessions de l'Ajuntament i ja no surten a ballar.
Gegants nous
L'any 2003, coincidint amb el vint-i-cinquè aniversari de la colla de Geganters i Grallers de Cardona es va decidir fer-ne una rèplica exacta. La va realitzar Toni Mujal, constructor d'imatgeria festiva cardoní. El 23 de juliol del 2003 van ser batejats en una jornada gegantera, apadrinats de nou pels gegants del Pi Mustafà i Elisenda.
La música pròpia d'aquests és l'Americana dels Gegants del Barri Major, d'autor desconegut.

## Gegants del barri de la Fira

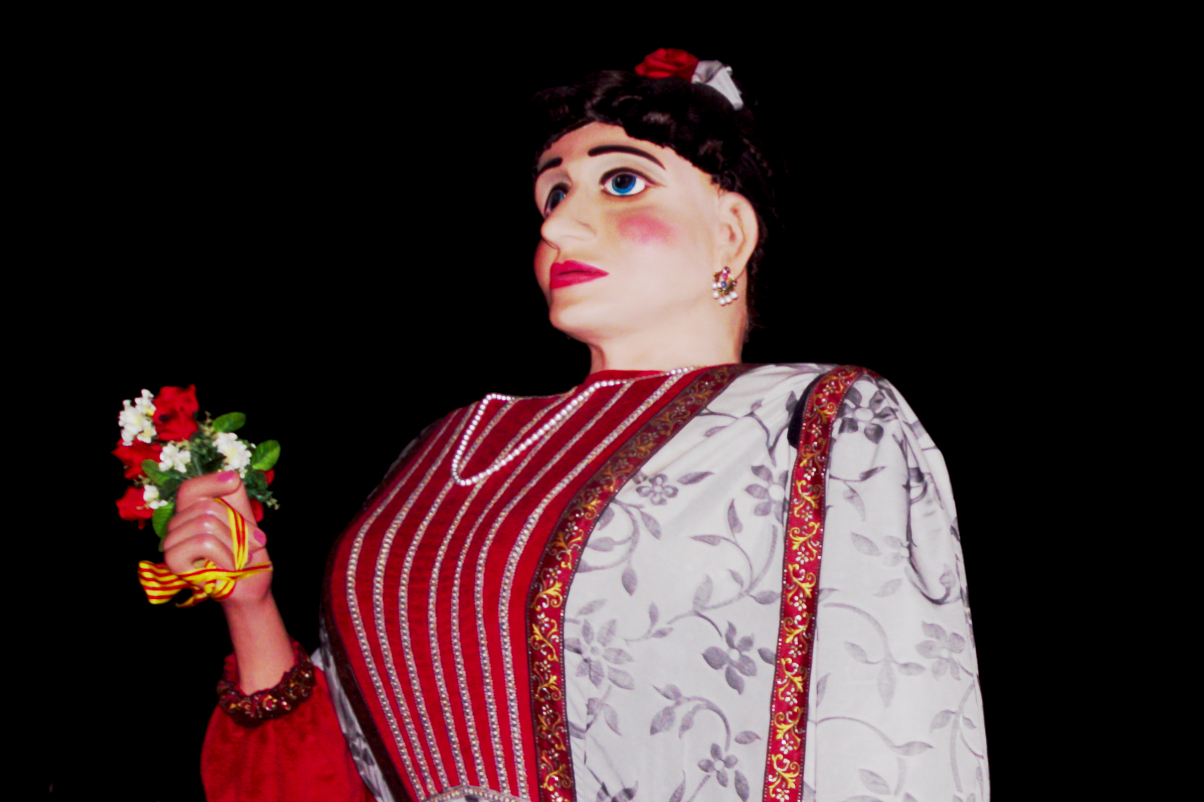
Julieta, geganta del Barri de la Fira

Creats l'any 1908 per en Miquel Serra Miquel Fraret, sabater d'ofici. Es diuen Romeu i Julieta. En ocasió del 75è aniversari el 1983 se'ls van fer els vestits nous.
Els gegants de la Fira comptem amb dues músiques pròpies: El Vals —dels gegants— de la Fira (datat l'any 1896) i l'Americana dels Gegants de la Fira. L'autor o autors d'ambdues peces és desconegut.

## Capgrossos del barri de Sant Miquel
L'any 1940, amb motiu del retorn a Cardona de la Mare de Déu del Patrocini se celebraren unes importants festes de Corpus organitzades per una comissió creada per l'Ajuntament. Hi ha fonts que diuen que fou aquesta mateixa comissió qui va pagar aquests capgrossos, però altres fonts afirmen que fou la Falange Española qui els va pagar per donar un nou impuls popular a l'Octava de Corpus com a festes de caràcter religiós.
Es van estrenar el 23 de maig (diada de Corpus) de 1940 i van ser presentats al barri en la cercavila de la vigília de la festa del barri (27 de maig). S'anomenaven el Popeye i la Salameya.
No s'ha pogut demostrar documentalment on van ser comprats, però l'opinió més estesa és que són de la casa barcelonina de El Ingenio. A les festes de Corpus dels primers anys de la dècada dels 70 encara eren presents als diferents actes. Després d'uns anys de no fer les festes, quan es van tornar a fer, ja no es van trobar i no s'ha tornat a saber res més.

## Capgrossos del raval de Sant Joan
L'any 1940, amb motiu del retorn a Cardona de la Mare de Déu del Patrocini se celebraren unes importants festes de Corpus organitzades per una comissió creada per l'Ajuntament. Hi ha fonts que diuen que fou aquesta mateixa comissió qui va pagar aquests capgrossos, però altres fonts afirmen que fou la Falange Española qui els va pagar per donar un nou impuls popular a l'Octava de Corpus com a festes de caràcter religiós.
En aquest mateix any (1940), la família de Josep Planas i Muntanyà, llavors prior del barri, van comprar els tres porquets a la Industrial Bolsera de Barcelona. Els tres porquets s'afegiren al pagès i la pagesa (noms dels altres capgrossos del barri) per animar les festes del barri.
Al cap d'uns anys es va perdre un porquet i els altres dos en Josep Planes els va regalar a una colla de jovent que celebrava la festa de Sant Joan al barri del Raval de Sant Joan. Va haver un període d'uns anys que, per discrepàncies entre l'església i els barris, es va deixar de fer primer la processó i finalment tota la festa. Finalment es va voler tornar a celebrar la festa però ja només es van trobar els capgrossos i un dels porquets, i en un estat molt dolent. Es van haver de restaurar i fer els vestits nous.

## Capgrossos del barri de Graells
L'any 1940, amb motiu del retorn a Cardona de la Mare de Déu del Patrocini se celebraren unes importants festes de Corpus organitzades per una comissió creada per l'Ajuntament. Hi ha fonts que diuen que fou aquesta mateixa comissió qui va pagar aquests capgrossos, però altres fonts afirmen que fou la Falange Española qui els va pagar per donar un nou impuls popular a l'Octava de Corpus com a festes de caràcter religiós. Així, el barri de Graells va ser el tercer que va rebre els seus capgrossos aquests any.
Els capgrossos van arribar al barri només amb el cap, i van ser les priores de barri les que van cosir els seus vestits. Foren presentats al barri el 23 de maig, vigília de la festa del barri d'aquell any.
La parella representa una de les parelles còmiques més famosa de la història, la que formaven Stan Laurel i Oliver Hardy. Per tal motiu van ser anomenats el gordo i el flaco.

## Gegants del barri de Sant Miquel

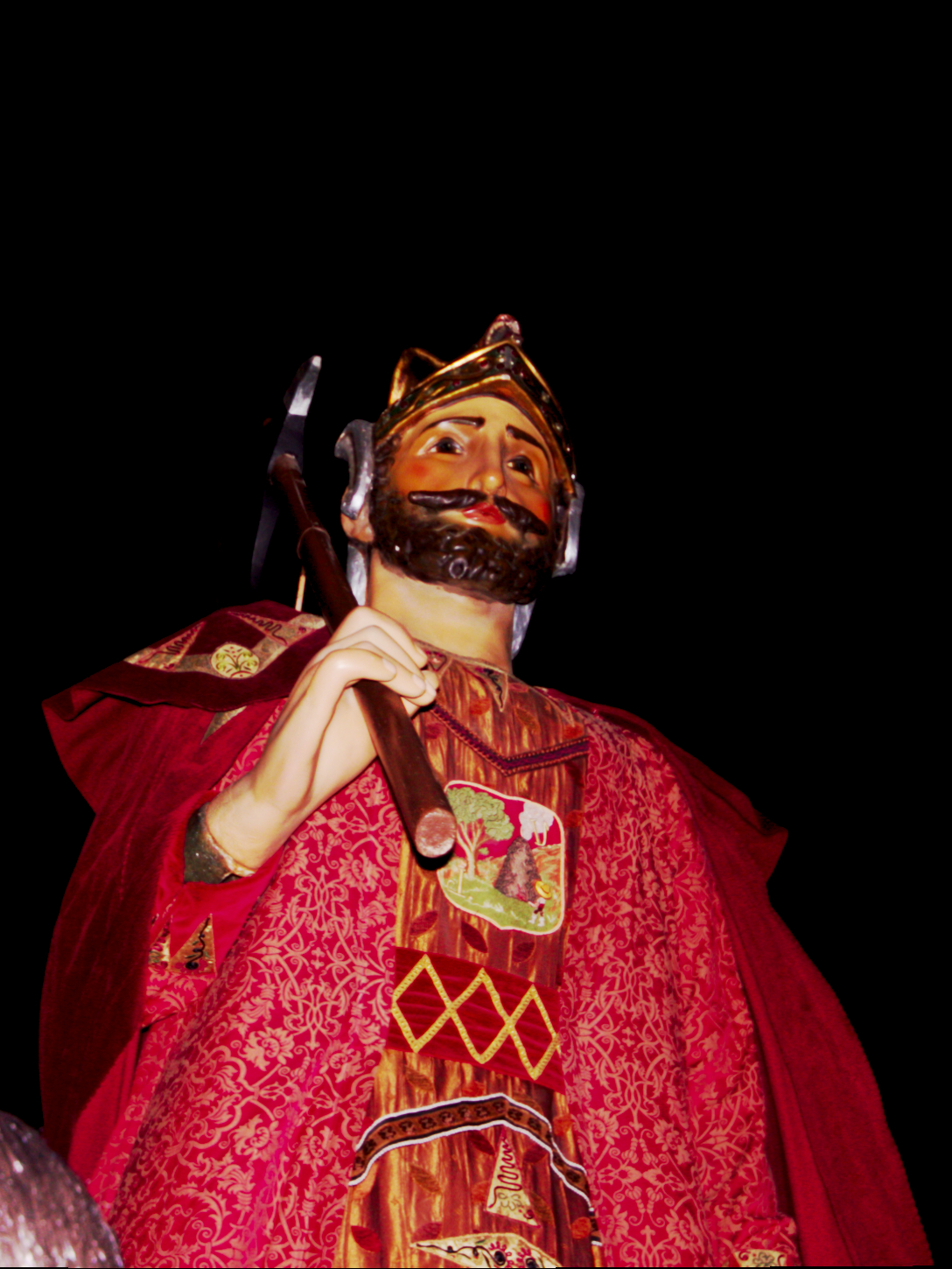
Gegant Batallador, del barri de Sant Miquel

Tot i l'existència dels capgrossos, el Barri de Sant Miquel volia tenir uns gegants com altres barris, i gràcies a la col·laboració d'un veí del barri, en Jaume Vendrell el Jaumet, va aconseguir-ho l'any 1957. Aquest els va comprar a la casa El Ingenio i els va pagar íntegrament de la seva butxaca. Abans però, va voler comprovar la implicació de la gent del barri i va demanar als priors que realitzessin que recollissin diners per les cases, però un cop recollits i comprovada la bona disposició del veïnat, els va retornar perquè els destinessin a pagar les despeses de la festa.
Els gegants batejats com el Batallador i l'Esperança foren estrenats amb una gran festa el dia 16 de juny de 1957. En aquesta mateixa data es va estrenar també la seva pròpia música: el vals Chanteclair.
L'any 1980 la família Vendrell, amb el consentiment dels veïns, els va deixar en dipòsit a l'Ajuntament, que en va pagar una restauració. Pocs anys després, l'any 1986, el cardoní Toni Mujal va restaurar-los de nou.

### Música
Com hem dit, la música pròpia dels gegants del Barri Sant Miquel és una adaptació del vals Chanteclair composta per Joan Roure i Jané.

## Els gegants petits del barri de la Fira
Amb aquests gegants construïts l'any 1959 per encàrrec de Josep Serra i Duocastella Pepet Moreno, es pretenia que la quitxalla del barri tingués els seus propis gegants per participar en la festa i així consolidar la tradició gegantera amb la implicació de les noves generacions.
Els gegants es van estrenar per la revetlla de Sant Joan de l'any 1960. Quan van celebrar els 25 anys se'ls va canviar els vestits.

## Els gegants de la Coromina

### Els Gegants de la Coromina
Els gegants de La Coromina foren construïts l'any 1969 per veïns del barri amb l'ajuda de Manel Casserres que en va proporcionar els plànols (seguint el model dels gegants del Pi) i en va fer els caps. La construcció va ser pagada mitjançant els diners recaptats per la gent del barri.
Pel que fa al nom de bateig, se'ls coneix amb el nom llegendari del bandoler i trabucaire Joan Sala i Ferrer, dit Joan de Serrallonga i la seva muller Margarida Tallades pubilla del Mas Serrallonga; no obstant, al llarg dels anys es va rebatejar el nom de la geganta, i també se la coneix coma Elionor de Sícilia, reina de la Corona d'Aragó i esposa de Pere III el Cerimoniós. Es van estrenar el diumenge de la Festa Major de la Coromina l'any 1970, juntament amb el Drac i el Bou de la Coromina. Tenen un ball propi amb música composta per Antoni Ribas, veí del barri.

### El Drac i el Bou de la Coromina
Quan es va acabar la construcció dels gegants havien sobrat diners, i amb aquests diners es va decidir construir un Drac de grans dimensions, amb sis metres de llargària i un bou de 2,20 metres. Es van estrenar el mateix dies que els gegants, el diumenge de la Festa Major de la Coromina de l'any 1970.

### Els capgrossos de la Coromina
Els capgrossos, una bruixa i un dimoni, també es van construir amb els diners que havien sobrat de la col·lecta feta per fer els gegants. Es van estrenar el mateix dia que els gegants, el drac i el bou.

### Els gegantons de la Coromina
Aquests gegantons es van construir al voltant de l'any 2000 per divertir la quitxalla a les festes de la Coromina. Foren construïts per Salvador Ramos amb la col·laboració dels integrants de la comissió de festes del barri. El gegantó s'anomena «El mocoso», i representa un noi al qual l'hi cauen els mocs. Anys més tard fou estrenada «La babosa», una noia que des de la boca treu aigua.

## Els gegants del Barri Nou

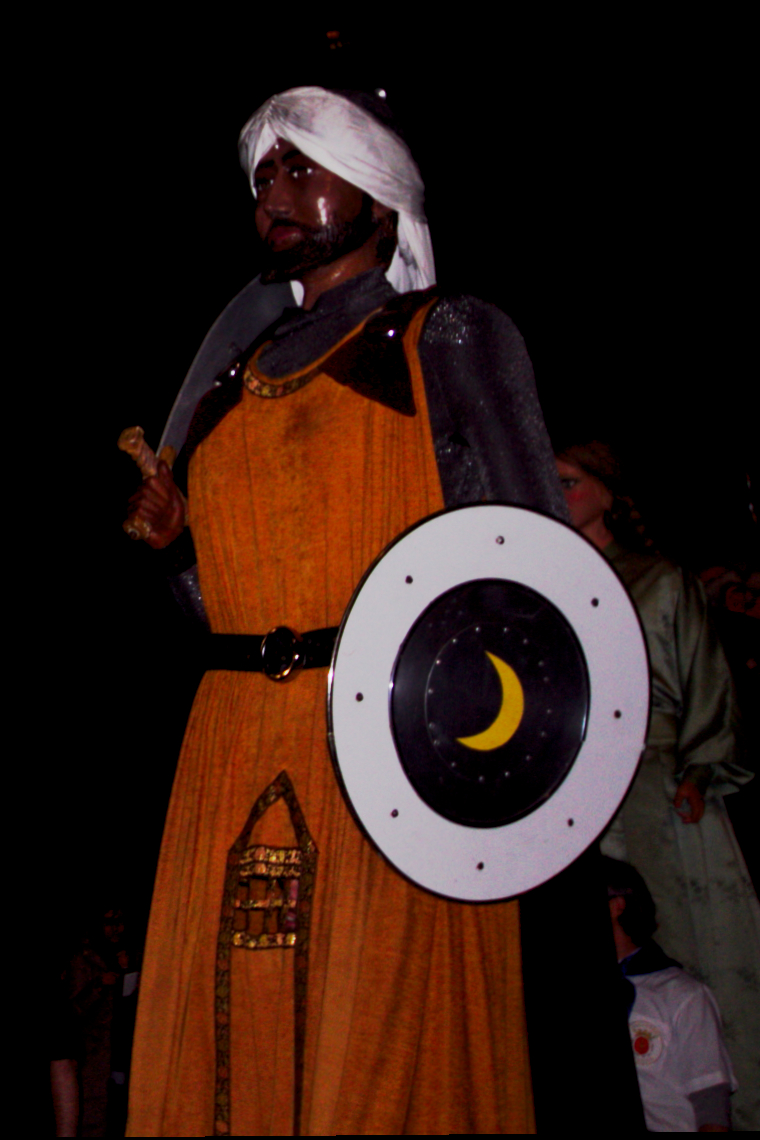
Abdalà, gegant del barri Nou

Els gegants del barri Nou reben noms de la coneguda llegenda cardonina de la Torre de la minyona. Així, són coneguts com a Abdalà i Adalés i representen els personatges d'aquesta història.
Els cardonins Joan Orrit Molist i Salvador Clotet Bastardas van construir ambdós gegants que tenen unes mides de 3,20 m i 3m i un pes de 47 i 39 kg respectivament. Es van estrenar el 12 de juny de 1980.
El 20 de juliol del 2019 foren presentats els nous gegants del Barri Nou. construïts pel mestre geganter Toni Mujal. Tenen unes mides de 3,70m i 3,40 m, amb un pes de 45 kg i 34 kg respectivament.
Els gegants del Barri Nou comptem amb un pas-doble escrit per Joan Roure i Jané que conté motius d'altres músiques cardonines («El Ball de Bastons» i la «Sardana de Cardona»).

## Figolete
Figolete és el nom que rep el primer gegant torero. Creat l'any 1985 per Toni Mujal, és de propietat privada i va ser estrenat a Figolets, una masia de Gargallà. Fa 3,20 metres d'alçada i pesa 35 quilos, té la particularitat que escup aigua per la boca. L'any 2004 van canviar-li la roba, i d'ençà porta un vestit vermell llampant.

## Els gegants de Planès
El Migsenyor i la Graueta són la parella de gegants pertanyent al barri de Planès. Construïts l'any 1985 per Toni Mujal, van ser estrenats el 16 de juny de 1985 al voltant de la capella de la Mare de Déu de Lurdes. Tenen música pròpia composta per mossèn Josep Mº Casafont i Joan Roura. El Migsenyor mesura 3,72 m d'alçada i 73 quilos i la Graueta 3,66 m. i 62,5 quilos.

## Els gegantons del col·legi Mare de Déu del Carme
El col·legi Mare de Déu del Carme també té la seva parella de gegantons, anomenats Jordi i Montserrat en honor dels patrons de Catalunya. Van ser construïts pels alumnes de sisè del curs 1989-1990. Van ser apadrinats pels gegants del barri de Sant Miquel Esperança i Batallador el dia de l'estrena, el 17 de juny de 1990.
A aquest col·legi pertanyen també tres capgrossos que representen tres personatges de contes infantils: la Minnie, el Bonifaci i en Somiatruites. Van ser construïts l'any 1994.

## L'avi Miquel
L'avi Miquel és un gegant fet per la iniciativa de tres joves del Barri Sant Miquel, que van recaptar diners per la construcció. Realitzat per Toni Mujal, representa un segador, fent referència a la Guerra dels Segadors, i vol simbolitzar la tradició rural dels pagesos que hi havia al barri. Va ser estrenat el 19 de juny de 1993 i es va signar una acta notarial en la que se cedia el gegant al barri.

## Sabater Fraret
Aquest gegant va ser construït l'any 1996 per Toni Mujal. La figura representa en Miquel Serra Sabaté Fraret en  homenatge cap a la persona que l'any 1908 va oferir els gegants Romeu i Julieta al barri de la Fira.

## Els nans de la colla de Geganters
La Colla de Geganters i Grallers de Cardona, amb motiu del vint-i-cinquè aniversari va fer construir per Toni Mujal una parella de nans. Foren creats amb forma de dos follets, sota els noms de Nyítol i Micó, dos paratges de la vila (Forat Micó i la Vall de Nyítols). Van ser estrenats el 29 de juny, dia de Sant Pere de l'any 2003.

## Àliga de Cardona
La figura de 2013 de l'Àliga de Cardona es basa en un grafit d'uns vint centímetres d'alçada d'una àliga antropomorfa, que es va trobar a la segona planta del Palau de Graells durant la restauració de l'edifici, l'any 1998. Segons els experts, podria tractar-se de la representació més antiga d'una àliga festiva trobada a Catalunya.
Existeix poca documentació sobre l'àliga que es feia ballar a Cardona. El més antic data del 1674, amb la celebració de les primeres festes de la Mare de Déu del Patrocini. L'altre document és del 1690 i és un albarà de la tresoreria comunal que recull un pagament per fer una reparació a l'àliga. Després del paper del 1690 no existeixen documents que en parlin.
El mestre geganter cardoní Toni Mujal ha construït de l'àliga. El projecte s'ha finançat gràcies a una operació de micro-mecenatge i aportacions fetes per l'Ajuntament i la gent del poble. Ha ballat per primera vegada el 7 de setembre del 2013, en els actes de la Festa Major. La música també és nova i és composta pel cardoní Xavier Ventosa.

## Altres figures
Diverses persones han decidit tenir figures pròpies, moltes d'elles fetes per Toni Mujal, i entre elles podem trobar L'avi del Barça, dos Batalladors petits, el Bou que s'utilitza al Festival Còmic Taurí, el gegantó romà Aulus Geli, nans, etcètera.